# Harlequin (album, Lady Gaga)
Harlequin je hudební album americké zpěvačky a herečky Lady Gaga. Je to doprovodné album k filmu Joker: Folie à Deux, který vyšel na konci roku 2024. Ve filmu si herečka zahrála hlavní roli Harley Quinn, ve které využila i své hudební nadání. Tento psychologický thriller s hudebními prvky diváci[kdo?] často mylně považují za muzikál. Samotné album vyšlo již o týden dříve, 27. září 2024. Album obsahuje písničky pouze od Lady Gagy – není oficiálním soundtrackovým albem. Harlequin obsahuje coververze jazzových standardů.
Album se skládá zejména z coververzí jazzových amerických standardů a dvou originálních písní napsaných Lady Gagou. Toto album jí po vydání jazzových alb s Tonym Bennettem Cheek to Cheek (2015) a Love for Sale (2021) dále rozšířilo hudební obzory jazzu. Od kritiků sklidila převážně pozitivní reakce, album přirovnávali spíše k jejím přechozím dvou albům než k Chromatice. Přestože album skutečně obsahuje její nejlepší kousky, u fanoušků a u veřejnosti přespříliš neuspělo. Komerční neúspěch byl částečně způsoben kritikou a nízkým přijetím samotného filmu.

## Seznam skladeb
| #  | Název písně                      | Délka |
| -- | -------------------------------- | ----- |
| 1  | "Good Morning"                   | 3:12  |
| 2  | "Get Happy (2024)"               | 2:45  |
| 3  | "Oh, When the Saints"            | 3:05  |
| 4  | "World on a String"              | 2:58  |
| 5  | "If My Friends Could See Me Now" | 3:20  |
| 6  | "That's Entertainment"           | 3:15  |
| 7  | "Smile"                          | 3:30  |
| 8  | "The Joker"                      | 4:00  |
| 9  | "Folie à Deux"                   | 3:50  |
| 10 | "Gonna Build a Mountain"         | 2:55  |
| 11 | "Close to You"                   | 3:40  |
| 12 | "Happy Mistake"                  | 3:25  |
| 13 | "That's Life"                    | 3:35  |